# Dioses del mar de la mitología griega
Los antiguos griegos tenían una gran cantidad de dioses del mar.
El filósofo Platón comentó una vez que los griegos eran como ranas sentadas en torno a un estanque: sus muchas ciudades abrazaban estrechamente la costa mediterránea, desde el continente helénico hasta Asia Menor, Cirene, Sicilia y el sur de Italia. Fue natural, por tanto, el desarrollo de una rica variedad de divinidades acuáticas. Los dioses del mar griegos incluyen desde poderes primordiales y un olímpico hasta héroes mortales, ninfas ctónicas, personajes tramposos y monstruos.
Resulta valioso estudiar estos dioses por varias razones. Primero, porque debido a que el mar fue una amenaza importante a lo largo de la historia griega, una gran cantidad de pensamiento moral, cosmológico y mitopoético envuelve a sus divinidades. Segundo, la amplia variedad y rareza de los dioses del mar griegos parece encerrar pistas sobre la prehistoria de la religión griega.

## Tipos de dioses del mar

### Poderes primordiales
Algunos de los primeros pensadores griegos convirtieron las divinidades del mar en fuerzas primordiales. Los titanes Océano y Tetis eran los padres de los dioses en la Ilíada, mientras el poeta espartano Alcmán hizo a la ninfa Tetis una figura demiúrgica. La canción de Orfeo en el libro I de las Argonáuticas describa a la ninfa marina Eurínome como la primera reina de los dioses, pues era esposa del gigante nacido del mar Ofión.
La cosmogonía presocrática de Tales, quien consideraba al agua el primer elemento, puede ser vista como un fruto natural de este pensamiento poético.
La primacía de los dioses acuáticos puede ser una reminiscencia, o haber sido tomada prestada, de la mitología del antiguo Oriente Próximo, en la que Tiamat (el agua salada) y Apsu (el agua dulce) eran los primeros dioses del Enuma Elish, y donde se decía que el Espíritu de Dios había «planeado sobre las aguas» en el Génesis.

### Poseidón y los héroes

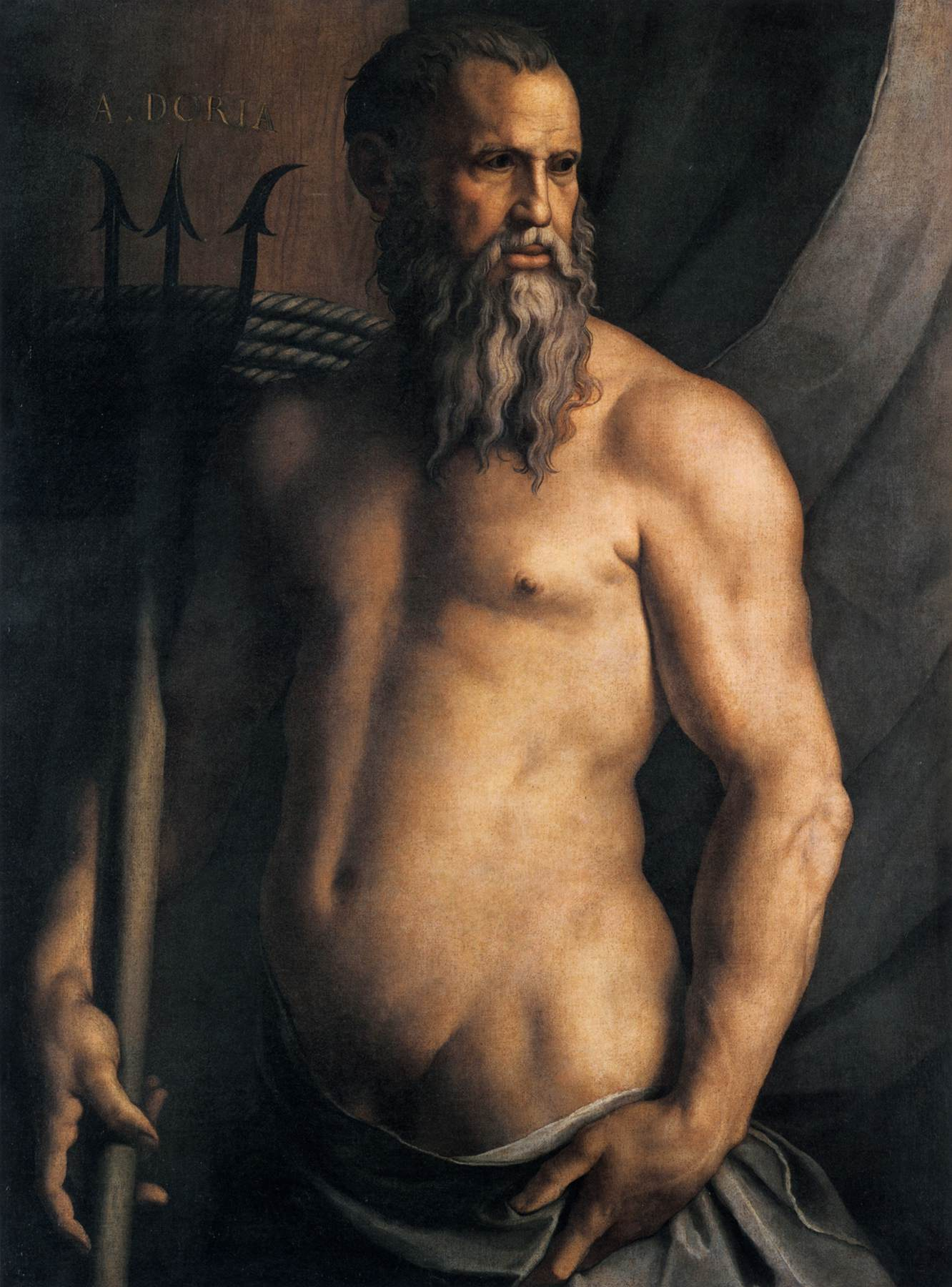
Andrea Doria caracterizado como Poseidón, dios del mar. Cuadro de Agnolo Bronzino.

Poseidón, como dios del mar, fue un importante poder del Olimpo. Era el principal mecenas de Corinto, muchas ciudades de la Magna Grecia y también de la legendaria Atlántida de Platón.
Los estudiosos de la religión antigua suelen coincidir en que Poseidón fue un dios de los caballos antes que un dios del mar. Como tal, estuvo íntimamente relacionado con el cargo prehistórico de rey, cuyo principal emblema de poder y animal de sacrificio fundamental era el caballo. De esta forma, en las tablillas micénicas en lineal B halladas en Pilos, el nombre PO-SE-DA-WO-NE (Poseidón) aparece frecuentemente relacionado con el de wanax (‘rey’), cuyo poder y riqueza eran de naturaleza cada vez más marítima que ecuestre. Sorprendentemente, el nombre de Poseidón aparece con mayor frecuencia que el de Zeus (DI-U-JA), y se relaciona comúnmente, a menudo en un papel secundario, con Deméter (DA-MA-TE).
Cuando el cargo de wanax desapareció durante la edad oscura, el vínculo entre Poseidón y la realeza fue olvidado, aunque no totalmente. En la Atenas clásica, Poseidón era recordado como oponente tanto como sosias de Erecteo, el primer rey de Atenas. A Erecteo se rendía culto heroico en su tumba bajo el título de Poseidón Erecteo.
En otro posible eco de esta asociación arcaica, el principal ritual de la Atlántida, según contaba Platón en Critias, era el sacrificio nocturno de un caballo ofrecido a Poseidón por los reyes de la imaginada nación isleña.
Manteniendo la ecuación mitopoética entre jinetes y marineros, los héroes ecuestres Cástor y Pólux eran invocados por los navegantes contra los naufragios. Los antiguos griegos interpretaban el fenómeno hoy llamado fuego de San Telmo como la presencia visible de los semidioses.

### Ancianos y ninfas

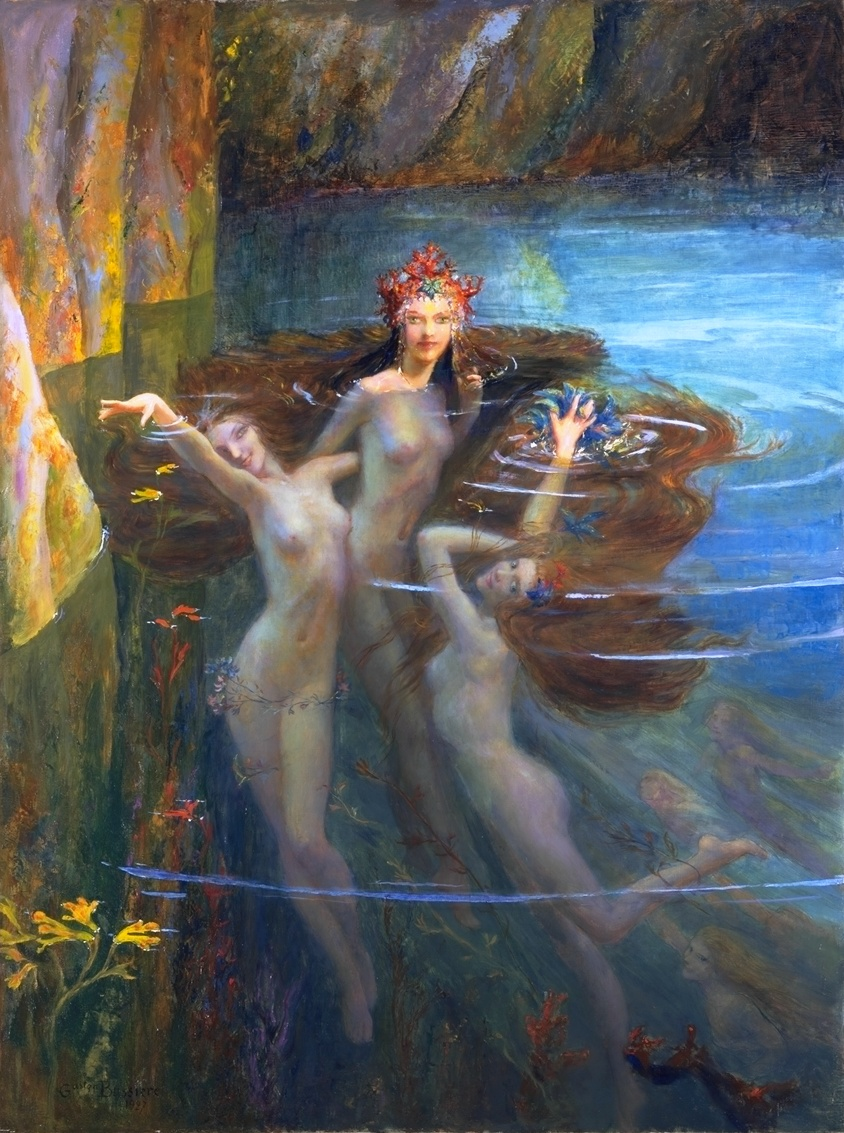
Nereidas.

Varios dioses del mar se ajustan a un mismo tipo: el del halios geron (ἅλιος γέρων) o «anciano del mar» de Homero: Nereo, Proteo, Glauco y Forcis. Todos ellos tienen el poder de cambiar de forma, son profetas, y engendraron tanto ninfas de radiante belleza como monstruos horrorosos. De hecho, la diferencia entre estos es difusa, pues Hesíodo cuenta que Forcis se casó con «la de bellas mejillas» Ceto, cuyo nombre coincide con el del monstruo al que Andrómeda estaba destinada a ser sacrificada. Cada aparición de estos dioses en los mitos tiende a enfatizar un aspecto diferente del arquetipo: Proteo y Nereo por cambiar de forma y ser tramposos, Forcis como padre de monstruos, Nereo y Glauco como profetas, Nereo por la belleza de sus hijas.
Cada uno de estos ancianos es padre o abuelo de muchas ninfas o monstruos, que a veces llevan nombres bien alegóricos (Tetis, ‘sistema’; Telesto, ‘éxito’), bien geográficos (Rodo de ‘Rodas’; Nilos, ‘Nilo’). Cada grupo de anciano con sus hijas es por tanto una especie de panteón en miniatura, una posible configuración diferente del mundo espiritual, moral y físico ordenada en pequeño, y alrededor del mar.
La tentadora figura del halios geron ha sido una de las favoritas entre los investigadores. Los ancianos han sido interpretados de todas las formas, desde supervivientes de los antiguos dioses egeos que presidían las olas antes que Poseidón (Kerenyi) hasta personificaciones de la especulación arcaica de la relación entre la verdad y la astuta inteligencia (Detienne).
La Odisea de Homero contiene una inolvidable descripción de una cueva de las Nereidas en Ítaca, cerca de un puerto consagrado a Forcis. El filósofo neoplatónico Porfirio interpreta este pasaje como una alegoría del universo completo, y puede que no haya errado demasiado.

## El otro mundo y la artesanía

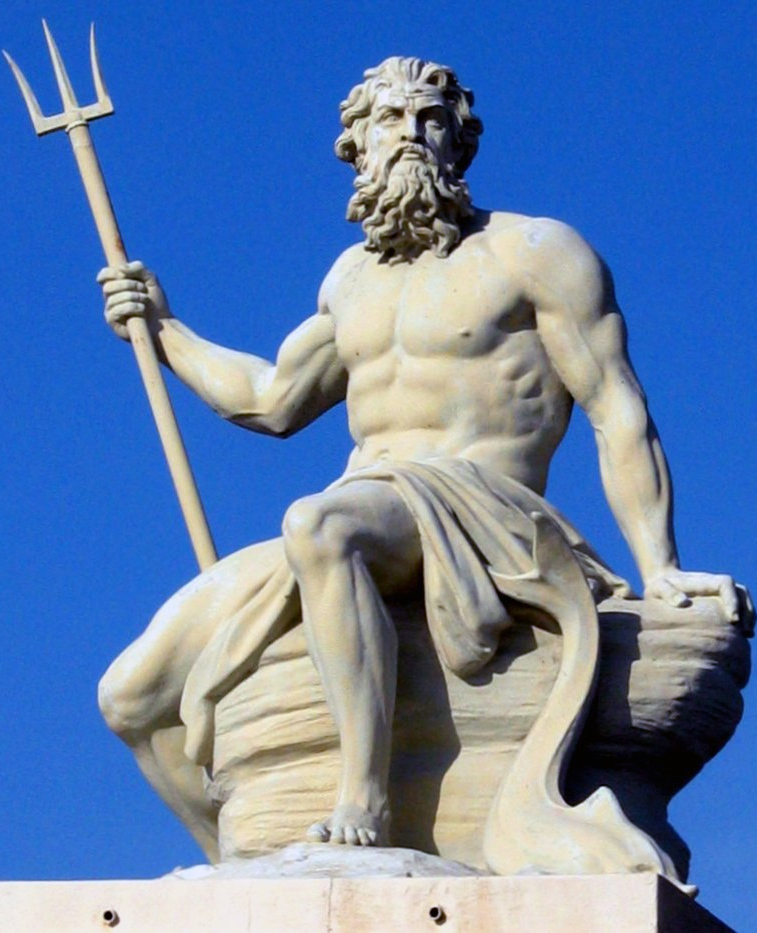
Christian Carl Peters, Nordre Toldbod, Esculturas de Neptuno en Copenhague, Esculturas de Poseidón en Copenhague, Estatuas de hombres sentados desnudos, Estatuas de personas con tridentes

El mar, al mismo tiempo baldío y origen de la prosperidad, acechaba amenazador y ambivalente en la mente griega. Aparte del flujo y reflujo de la piratería, el viaje marítimo estuvo cargado de peligros sobrehumanos e incertidumbres hasta la Revolución Industrial. Es imposible evaluar la crisis espiritual en las relaciones de la cultura egea con los peligros del mar y la capacidad de sus divinidades que debieron haber originado los tsunamis que acompañaron a la explosión volcánica y el colapso de Thera, sobre 1650 a 1600 a. C. Parece improbable que la percepción del mar y sus deidades sobreviviesen incólumes al cataclismo, y que, por tanto, el mar se erigiese como un poderoso símbolo de lo desconocido y preternatural.
Así, el cabo Ténaro, el punto en el que el continente griego se adentra más pronunciadamente en el Mediterráneo, fue simultáneamente un importante punto de referencia a la navegación, un santuario de Poseidón y el lugar por el que se decía que Orfeo y Heracles habían entrado al Hades.
Este tema es evidente en las paradójicas fiestas de la sombría deidad marina Leucótea (‘diosa blanca’), celebradas en muchas ciudades del mundo griego. Identificándola con la heroína ahogada Ino, los adoradores ofrecían sacrificios mientras participaban en un frenético luto. El filósofo Jenófanes señaló una vez que si Leucótea fuese una diosa no habría que llorar por ella, y si fuese mortal no habría que dedicarle sacrificios.
Al mismo tiempo, el (siempre parcial) dominio del hombre sobre el peligroso mar era uno de los más potentes hitos del progreso humano. Este tema se ejemplifica en la segunda oda coral del Antígonas de Sófocles:

Las maravillas son muchas, y ninguna más mayor que el hombre. Su poder abarca el mar, incluso cuando se levanta blanco antes de los temporales del viento del sur y hace un sendero bajo el oleaje que amenaza con tragarlo.
líneas 332-338

Ciertas divinidades marinas están, pues, íntimamente unidas con la práctica de la artesanía humana. Los telquines, por ejemplo, eran una raza de demonios acuáticos, mitad humanos, mitad nutrias, de los que se decía que habían sido los primeros habitantes de Rodas. Estos seres fueron una vez reverenciados por su metalurgia y vilipendiados por su fatal poder del mal de ojo. En el Prometeo encadenado de Esquilo, el artesano preso es auxiliado por las hijas del Océano y Hefesto tenía su forja en la «cercada por el mar Lemnos».
El nexo del mar, el otro mundo y la artesanía está más notablemente encarnado en los Cabiros de Samotracia, quienes supervisaban a la vez la salvación de los naufragios, la metalurgia y los ritos mistéricos.

## Arte y literatura
En la enormemente marítima Odisea de Homero es Poseidón en lugar de Zeus el principal desencadenante de los sucesos.
Aunque la ninfa marina Tetis aparece sólo al principio y al final de la Ilíada, estando ausente en casi todo el resto de la obra, resulta un personaje sorprendentemente poderoso y casi omnisciente cuando aparece. Es capaz de doblegar fácilmente la voluntad de Zeus, y de disponer para sus fines de todas las forjas de Hefesto. Su profecía sobre el destino de Aquiles indica un grado de precognición del que no disponían la mayoría de los demás dioses en la épica.
En el arte helenístico, el motivo del marine thiasos o ‘asamblea de los dioses del mar’ se convirtió en preferido de los escultores, permitiéndoles exhibir sus habilidades al representar el movimiento fluido y la elegancia aquilina de una forma que no permitían los temas terrestres.